# Torsåker
Torsåker is een plaats in de gemeente Hofors in het landschap Gästrikland en de provincie Gävleborgs län in Zweden. De plaats heeft 873 inwoners (2005) en een oppervlakte van 122 hectare.

## Verkeer en vervoer
Bij de plaats loopt de Riksväg 68.
De plaats heeft een station aan de spoorlijn Godsstråket genom Bergslagen.

## Geboren
- Per Agne Erkelius (1935), schrijver